# Júlio Ferreira
Júlio Ferreira (São José de São Lázaro, 29 aprile 1994) è un taekwondoka portoghese.

## Palmarès
- Europei

Montreux 2016: oro nei 74 kg.
- Giochi europei

Baku 2015: oro nei 74 kg.